# Dorfkirche Sewekow

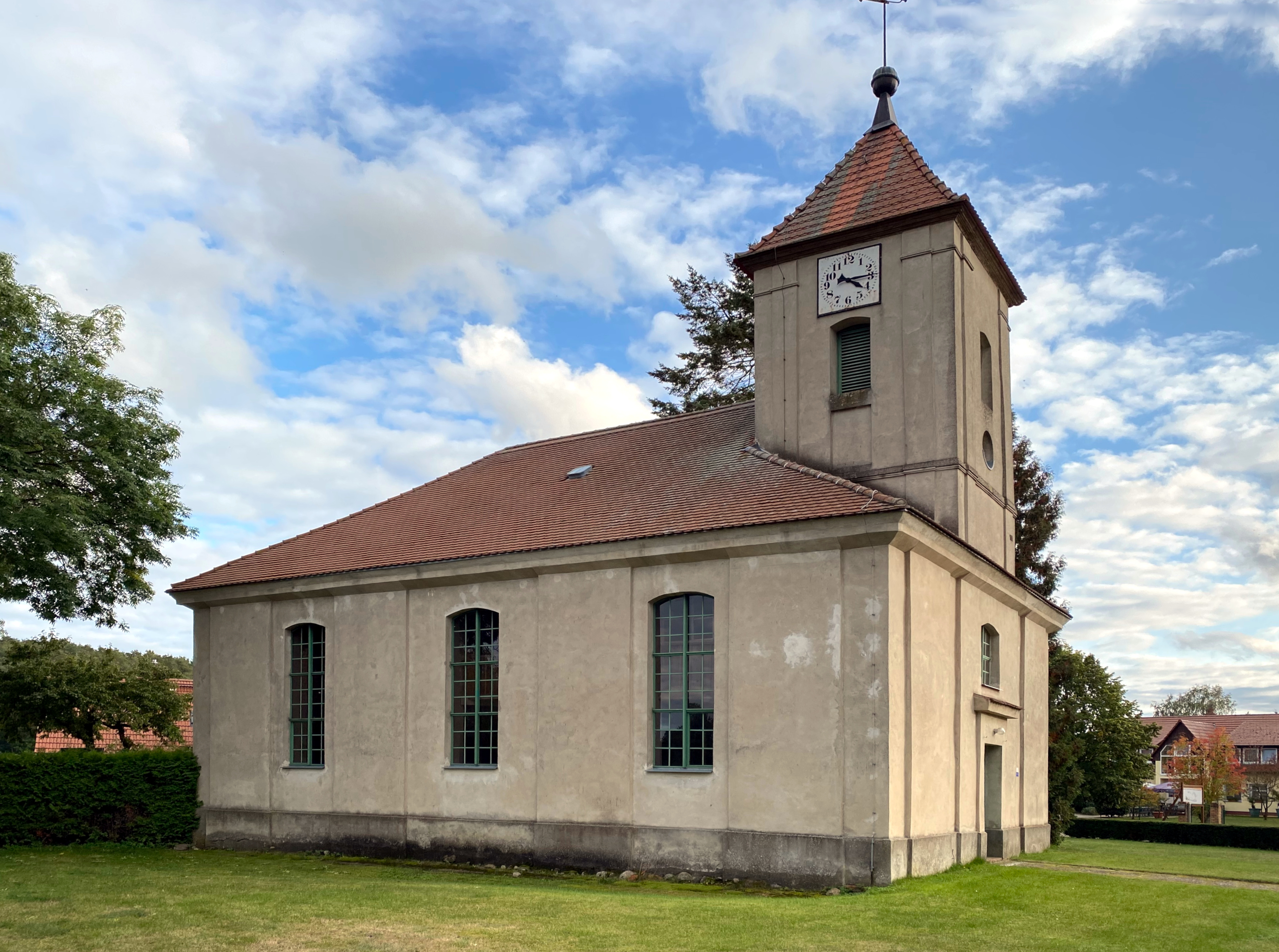
Dorfkirche Sewekow

Die evangelische Dorfkirche Sewekow ist eine Saalkirche in Sewekow, einem Ortsteil der Stadt Wittstock/Dosse im brandenburgischen Landkreis Ostprignitz-Ruppin. Sie gehört zur Kirchengemeinde "Zwischen Dosse und Heide" im Kirchenkreis Wittstock-Ruppin der Evangelischen Kirche Berlin-Brandenburg-schlesische Oberlausitz. Das Gebäude steht unter Denkmalschutz.

## Baubeschreibung
Das barocke Kirchengebäude steht auf dem Dorfanger im Ortskern, auf der südlichen Seite der Dorfstraße, die Teil der Kreisstraße 6823 ist. Die Anschrift lautet Schulstraße 7.
Es handelt sich um eine Saalkirche mit Putzverkleidung und einem quadratischen Turm im Westen. Der Kern des Gebäudes stammt möglicherweise aus dem Jahr 1586. Um 1650 und im Jahr 1783 fanden Umbauarbeiten statt. Um 1985 wurde die Putzgliederung des Gebäudes reduziert. Der Turm im Inneren der Kirche ruht auf zwei mächtigen dorischen Holzsäulen mit rund neunzig Zentimetern Durchmesser. Diese durchdringen die Hufeisenempore mit einer Orgel, die Albert Hollenbach 1899/1900 zwischen den Säulen einbaute. Das Instrument hat acht Register auf einem Manual und Pedal. Der hölzerne Kanzelaltar wurde einer Inschrift am Korb zufolge wahrscheinlich im Jahr 1682 zusammengesetzt. Hierfür wurde ein älterer Altar aus dem Jahr 1669 verwendet, der im Jahr 1783 und 1856 verändert wurde. 
Der Altar hat einen einfachen korinthischen Säulenaufbau mit einem gesprengten Giebel und drei bekrönenden Figuren. Auf den Säulenbasen befinden sich kleine Porträts von Martin Luther und Philipp Melanchthon. Die Altarwangen sind mit gemaltem Rollwerk und Medaillons mit Engelsköpfen verziert. In den Feldern des Kanzelkorbs befinden sich Gemälde der Evangelisten, darunter auch das Abendmahl. Eine sechsseitige hölzerne Taufe aus dem späten 17. Jahrhundert hat gewundene Ecksäulchen und in den Feldern sind drei Gemälde zu sehen, darunter die Taufe Christi und Christus als Kinderfreund. Der geschweifte Deckel weist zwei Allegorien auf, wobei ursprünglich vier vorhanden waren. Die Figur des Johannes des Täufers, die die Bekrönung des Deckels darstellte, ist nicht mehr vorhanden. Nur fragmentarisch erhalten ist der Korpus eines aus Lindenholz, vermutlich im 14. Jahrhundert gefertigten Kruzifixes.
Im Turm hängen zwei Glocken mit rund 83 und rund 63 Zentimetern Durchmesser. Die größere der beiden Glocken wurde im Jahr 1597 gefertigt.